# Megaselia phoenicura
Megaselia phoenicura är en tvåvingeart som först beskrevs av Schmitz 1926.  Megaselia phoenicura ingår i släktet Megaselia och familjen puckelflugor. Inga underarter finns listade i Catalogue of Life.